# 佐恰尔·伊姆赖
佐恰尔·伊姆赖（匈牙利語：Zachár Imre，1890年5月11日—1954年4月7日），匈牙利男子游泳、水球运动员。他曾代表匈牙利参加1908年和1912年夏季奥林匹克运动会，其中1908年奥运会获得一枚银牌。